# Imantocera penicillata
Imantocera penicillata – gatunek chrząszcza z rodziny kózkowatych i podrodziny zgrzypikowych (Lamiinae).

## Taksonomia
Gatunek opisany został w 1831 roku przez Fredericka Williama Hope'a jako Lamia penicillata.

## Opis
Ciało długości od 11 do 20 mm, czarne. Grzbietowa strona ciała pokryta czarnym, żółtym, brązowym i szarym owłosieniem. Człony czułków od 3 do 5 nabrzmiałe na końcach, a czwarty opatrzony szczoteczkowatą kępką szczecinek. Przedplecze o wyraźnych guzowatościach bocznych i z 6 guzkami w części grzbietowej. Samce wyróżniają się kolcami w pobliżu wierzchołków goleni przednich odnóży i powiększonymi stopami. Pokrywy z podłużnymi żeberkami, granulowaniem u nasady i żółtym znakiem u wierzchołka każdej.

## Rozprzestrzenienie
Gatunek wykazany z Nepalu, Tajlandii, Laosu, Wietnamu i chińskiego Hongkongu.